# Fontcoberta
Fontcoberta est une commune espagnole de la province de Gérone, en Catalogne, en Espagne dans la comarque de Pla de l'Estany.

## Culture locale et patrimoine

### Personnalités liées à la commune
- Jaume Fàbrega (1948-) : historien et journaliste né à Vilavenut, hameau de Fontcoberta.